# 塔吉克斯坦国徽
塔吉克斯坦國徽现国徽1993年启用，為圓形，中為旭日初升於帕米爾高原之象，上為五垛王冠和七顆五角星，下為書本。外圍以紅白綠三色綬帶束縛的麥穗和棉花:18。

## 歷史上的國徽
- 1924-1929
- 1929-1931
- 1931
- 1931-1935
- 1936-1937
- 1938–1940
- 1937-1992
- 1992-1993
- 1993
- 1993-